# Waals ACV
Het Waals ACV (Frans: CSC wallonne), formeel het Comité Regional Wallon du CSC, is een syndicale interregionale organisatie in Wallonië die deel uitmaakt van het ACV.

## Historiek
Het Waals Regionaal Comité kwam voor het eerst samen op 26 februari 1979. Het belang van het comité nam toe naarmate er door de opeenvolgende staatshervormingen meer bevoegdheden werden overgedragen vanuit de federale overheid naar de gewesten.
Het eerste congres vond plaats te Houffalize in april 2013.

## Missie
De CSC wallonne vertegenwoordigt de werknemersbelangen in de Conseil Économique et Social de Wallonie (CESW), het regionaal sociaal overleg-orgaan tussen werkgevers- en werknemersorganisaties. Daarnaast neemt de organisatie sinds 2013 deel aan de Groupement des partenaires sociaux wallon (GPS-W), het sociaal overleg tussen de sociale partners en de Waalse overheid.

## Structuur
Huidige voorzitter is Pierre Cuppens.

### Bestuur
| Periode         | Voorzitter CRW      |
| --------------- | ------------------- |
| 1979 - 1989     | Robert D'Hondt      |
| 1989 - 1996     | François Cammarata  |
| 1996 - 1997     | Pino Carlino        |
| 1997 - 2005 (?) | Claude Rolin        |
| 2006 (?) - 2009 | Raymond Coumont     |
| 2009 - 2013     | Jean-Marie Constant |
| 2013 - 2017     | Philippe Yerna      |
| 2017 - 2022     | Bruno Antoine       |
| 2022 - heden    | Pierre Cuppens      |

### Nevenorganisaties
Parallel aan de CSC wallonne is er het Vlaams ACV (formeel: Vlaams Regionaal Comité, VRC) en het Brussels ACV (formeel: Brussels Regionaal Comité, BRC). Daarnaast zijn er de CSC francophone (formeel: Comité communautaire francophone, CCF), samengesteld uit vertegenwoordigers uit de Franse Gemeenschap en de CSC Ostbelgien voor de Duitstalige Gemeenschap.